# Szövetkezetesítés Romániában
A mezőgazdaság szövetkezetesítése Romániában a kommunista rendszer első időszakában történt. Célja a tulajdonviszonyok átalakítása és a mezőgazdasági munka szervezése volt. Eltérően a Szovjetunióban az 1930-es években alkalmazott modelltől a szövetkezetesítést nem a gazdag parasztok tömeges kivégzésével vagy éheztetéssel érték el, hanem fokozatosan vezették be, viszont a folyamatot gyakran kísérte erőszak és rombolás. 
A programot a Román Munkáspárt Központi Bizottságának 1949. március 3–5-én tartott ülésén hirdették meg, ahol határozatot fogadtak el a mezőgazdaság szocialista átalakításáról a szovjet kolhozok mintájára. Kollektív gazdaságokat (Gospodării Agricole Colective, GAC) és állami gazdaságokat (Gospodării Agricole de Stat, GAS) hoztak létre azzal a céllal, hogy vonzzák a parasztokat; emellett pedig széleskörű propagandahadjáratot indítottak a meggyőzésükre az újságok, rádió, mozgó karavánok, brosúrák, agitátorok révén. Az írásos propaganda kevéssé ért célt az analfabetizmus magas aránya miatt, ezért a párt kampányt indított az írástudatlanság felszámolására.

## Háttere

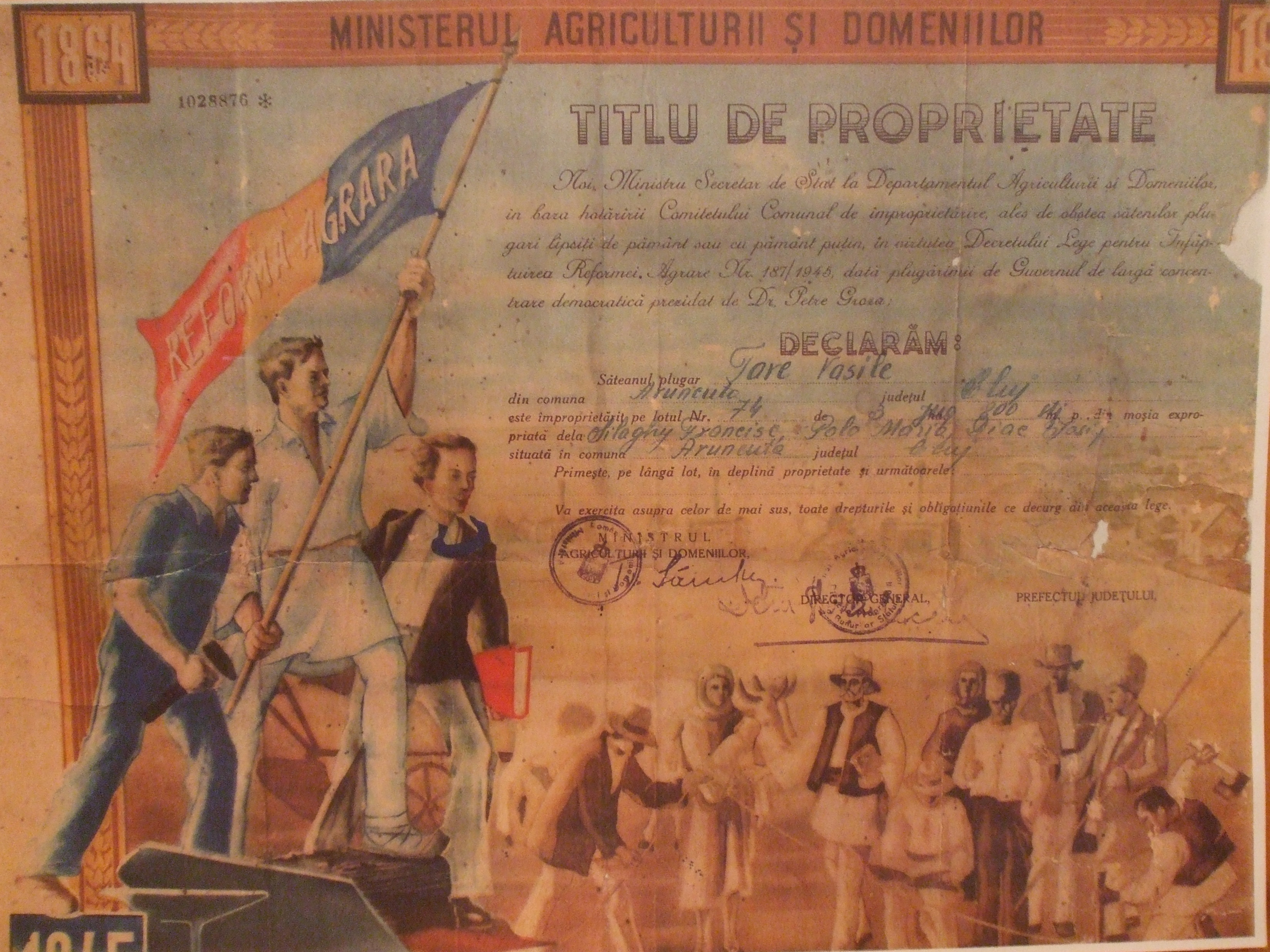
Az 1945-ös földreform során kiosztott birtoklevél

Közvetlenül a második világháború után Romániában a technológiailag elmaradott mezőgazdaság volt a legfontosabb gazdasági ágazat. Az 1921-es földreform átlagosan 4 hektárnyi földet juttatott családonként, ezzel kialakult egy jelentős számú kisbirtokos paraszti réteg. Az első Groza-kormány hatalomra jutását követően szovjet nyomásra 1945. március 23-án új földreformot hajtott végre azzal a céllal, hogy megszüntesse a nagy földbirtokokat és szavazatokat szerezzen a kommunistáknak a következő választásokon. Az új földtörvény a magánszemélyek birtokában levő föld maximumát 50 hektárban határozta meg. A reform során 1 057 674 hektár föld került 796 129 család tulajdonába.
Az 1946. február 16-án bevezetett mezőgazdasági begyűjtési rendszerrel a parasztság növekvő gazdasági nyomás alá került. Ahogy a kormány egyre több terményt próbált begyűjteni a falusiaktól, egyesek lázadozni kezdtek; nyugtalanságot keltettek a szövetkezetesítésről szóló híresztelések is. 1947. januárban Piatra-Olt városában több száz lakos ellenált a begyűjtésnek, és megtámadták a helyi bizottságot, 1948. januárban pedig a  Vâlcea megyei Fumureni-ben mintegy ötven, botokkal felfegyverkezett paraszt tiltakozott a kukorica begyűjtése ellen.
1948-ban a parasztság az összes lakosság mintegy 75%-át tette ki.

## Ideológiai alapja
A kommunista vezetés meg volt győződve arról, hogy a kisbirtokok nem tudnak jövedelmezően működni és nem lehet modernizálni őket. Úgy vélték, hogy a megoldást a nagy területeken történő mezőgazdasági termelés jelenti, és csak az állam képes a nagybirtokok kialakítására és igazgatására.
A választási röplapok tanúsága szerint 1945-1949 között a kommunista párt szavakkal támogatta a mezőgazdasági kisbirtokokat, de már 1948-ban a szövetkezetesítést javasolta a gazdasági helyzet javítására. A valóságban a kommunisták azt a marxista-leninista tételt fogadták el, amely szerint „a kisbirtok minden nap és minden órában kapitalizmust szül, spontán módon és tömegméretekben”. 1951-ben Ana Pauker arra a megállapításra jutott, hogy „a kisbirtokos kispolgári paraszt a maga módján ma is egy kis kapitalista”.

## Folyamata
| Tartomány            | 1958 | 1960 | 1962 |
| -------------------- | ---- | ---- | ---- |
| Argeș                | 4,0  | 35,8 | 91,1 |
| Bákó                 | 3,4  | 12,3 | 95,2 |
| Bánát                | 42,3 | 76,4 | 89,2 |
| Brassó               | 22,3 | 38,0 | 94,3 |
| Bukarest             | 16,0 | 94,5 | 99,9 |
| Kolozs               | 8,0  | 36,8 | 86,7 |
| Krisána              | 8,4  | 28,9 | 88,5 |
| Dobrudzsa            | 89,6 | 96,9 | 99,6 |
| Galați               | 51,5 | 72,2 | 97,3 |
| Hunyad               | 6,5  | 32,7 | 73,6 |
| Iași                 | 8,3  | 38,3 | 99,6 |
| Máramaros            | 9,4  | 34,6 | 86,9 |
| Maros-Magyar Autonóm | 11,5 | 33,1 | 92,6 |
| Olténia              | 6,6  | 32,7 | 94,0 |
| Ploiești             | 6,6  | 18,9 | 94,1 |
| Suceava              | 3,1  | 13,7 | 96,3 |
| Összesen             | 20,0 | 50,3 | 93,9 |

A Román Munkáspárt Központi Bizottságának 1949. március 3–5. között tartott plenáris ülésén határozatot hoztak a mezőgazdaság szocialista átalakításáról”. Ennek megfelelően propagandakampány indult a szövetkezetesítés érdekében, és júliusban megalakult az első öt kollektív gazdaság. 
A kollektivizálás felelőse a mezőgazdasági miniszter helyettese, Nicolae Ceaușescu lett.
Az állam különböző taktikákat használt, hogy meggyőzze a parasztokat a szövetekezetesítés előnyeiről, beleértve a propagandát, illetve a feltételezett osztályellenség és szabotőrök feljelentését. Kezdetben a legfőbb módszer a meggyőzés volt, de az agitátorok elégtelen száma és tudása miatt ez nem járt sikerrel. Ha a meggyőzés nem sikerült, ami gyakran előfordult, erőszakos módszerekhez folyamodtak. azok ellen, akik nem akarták önként aláírni a belépési nyilatkozatot. A párt mezőgazdasági kérdésekkel foglalkozó titkára és a mezőgazdasági bizottság vezetője Ana Pauker volt, aki ellenezte a rövid idő alatt történő, erőszakos szövetkezetesítést. Amikor 1950 nyarán betegsége miatt a Szovjetunióba távozott, helyére Mogyorós Sándor (Alexandru Moghioroş) került, aki egyáltalán nem idegenkedett az erőszakos módszerektől. Pauker visszatérte az erőszakos módszerek leállítását eredményezte.
A szövetkezetesítés első körében azokat a falvakat célozták meg, amelyeket a háború és az azt követő aszály a leginkább sújtott, mert itt a parasztokat könnyebb volt meggyőzni, hogy fogadják el a kormány által kínált megoldást. Szintén előre sorolták azokat a falvakat, amelyek az antikommunista ellenállás által érintett vidékeken (Máramaros és Dobrudzsa) helyezkedtek el; itt a kollektivizálást a megtorlás eszközeként is alkalmazták.
A szövetkezetesítést parasztlázadások kísérték, amelyek az erőszakos módszerek hatására törtek ki. A lázadásokat a belügyi szervek kíméletlenül leverték, így például 1949. július 29-én Bihar megyében 16 parasztot végeztek ki, augusztus 1–2-án Arad megyében 12 gazdát, ölnek meg, augusztus 6-án Suceava megyében 4-et. Több száz embert elítéltek, és több ezer gazdát deportáltak a Duna–Fekete-tenger-csatornához. 1950. júliusban Dél-Romániában (Ialomița, Giurgiu, Teleorman, Dâmbovița és Ilfov megyékben) került sor parasztmegmozdulásokra. 1951-ben Gheorghe Gheorghiu-Dej pártfőtitkár felszólalt a szövetkezetesítés során használt erőszakos módszerek ellen. Ana Pauker és Luka László félreállítása után pedig azzal vádolta őket, hogy provokatív intézkedésekre buzdítottak és lábbal tiporták a parasztok szabad választási jogát. 1961-ben elítélte a kulákság elleni harcban a parasztok ellen indított eljárások nagy számát is.
1953 és 1956 között a szövetkezetesítés elakadt, a kormány inkább csak a meglévő kollektív gazdaságok konszolidációjával foglalkozott. 1956 nyarán az ország összes mezőgazdasági területének kevesebb mint 30%-a volt a kollektív gazdaságok kezelésében. 1956. július 16–17-én a Román Munkáspárt Központi Bizottsága határozatot fogadott el a kollektivizálás gyorsítása érdekében.

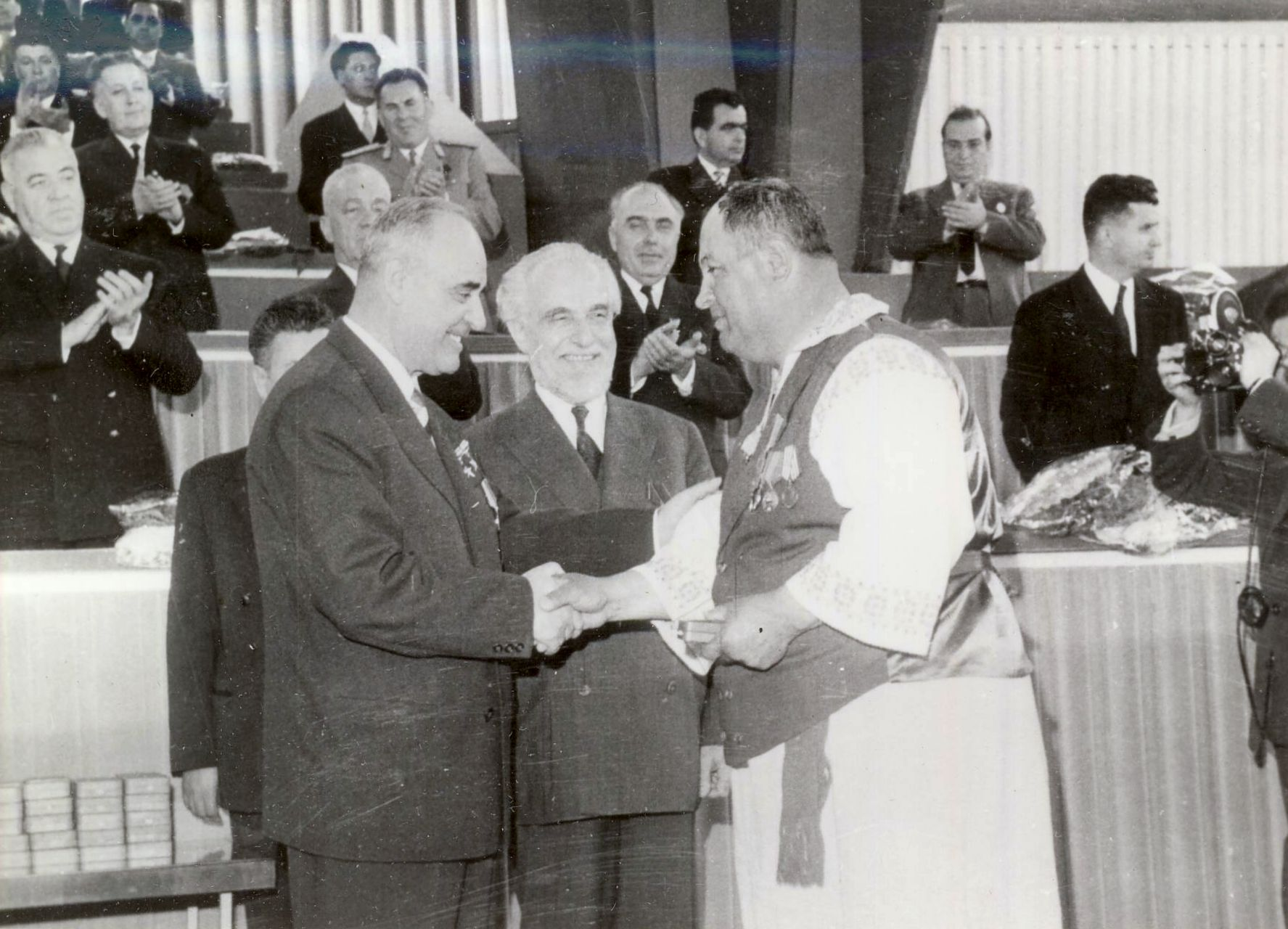
Gheorghe Gheorghiu-Dej és Ştefan Voitec emlékérmet ad át a kollektivizálás befejezése alkalmából

1957-ben a kollektivizálás új lendületet kapott a Galați tartományban indított kísérleti programmal. Miután a kísérletet sikeresnek értékelték, a program Constanța tartományban folytatódott, ahol 30 000 pártaktivistát mozgósítottak annak érdekében, hogy még abban az évben befejezzék a kollektivizálást. 1957. novemberben Constanța tartomány lett az első, amelyet teljes egészében kollektivizáltak. Ez után Bánát tartomány következett.
Ezt a végső szakaszt maximális erőszak jellemezte; 1958 és 1962 között minden évben tüntetésekre került sor. Számos parasztot letartóztattak, több esetben a megmozdulások halottakat is eredményeztek.
1961-re a gazdák több mint 84%-a már kollektív gazdaságokban dolgozott. A Román Munkáspárt Központi Bizottságának 1962. április 23-25-én tartott plenáris ülésén Gheorghe Gheorghiu-Dej bejelentette a kollektivizálás befejezését: a megművelhető föld 96%-a és a mezőgazdasági területek 93,4%-a kollektív gazdaságok vagy mezőgazdasági társulások művelésébe került. A kollektivizálás befejezését a Nagy Nemzetgyűlés 1962. április 27-30-án tartott rendkívüli ülésszakán ünnepelték meg, amelyen 11 000 gazda vett részt.
A kollektivizálás befejezése után 1962-ben megindult a kollektív gazdaságok összevonása. Két év alatt a mezőgazdasági szövetkezetek száma 6424-ről 4680-ra csökkent, egy-egy szövetkezet átlagosan mintegy 2000 hektáron gazdálkodott.

## Modelljei

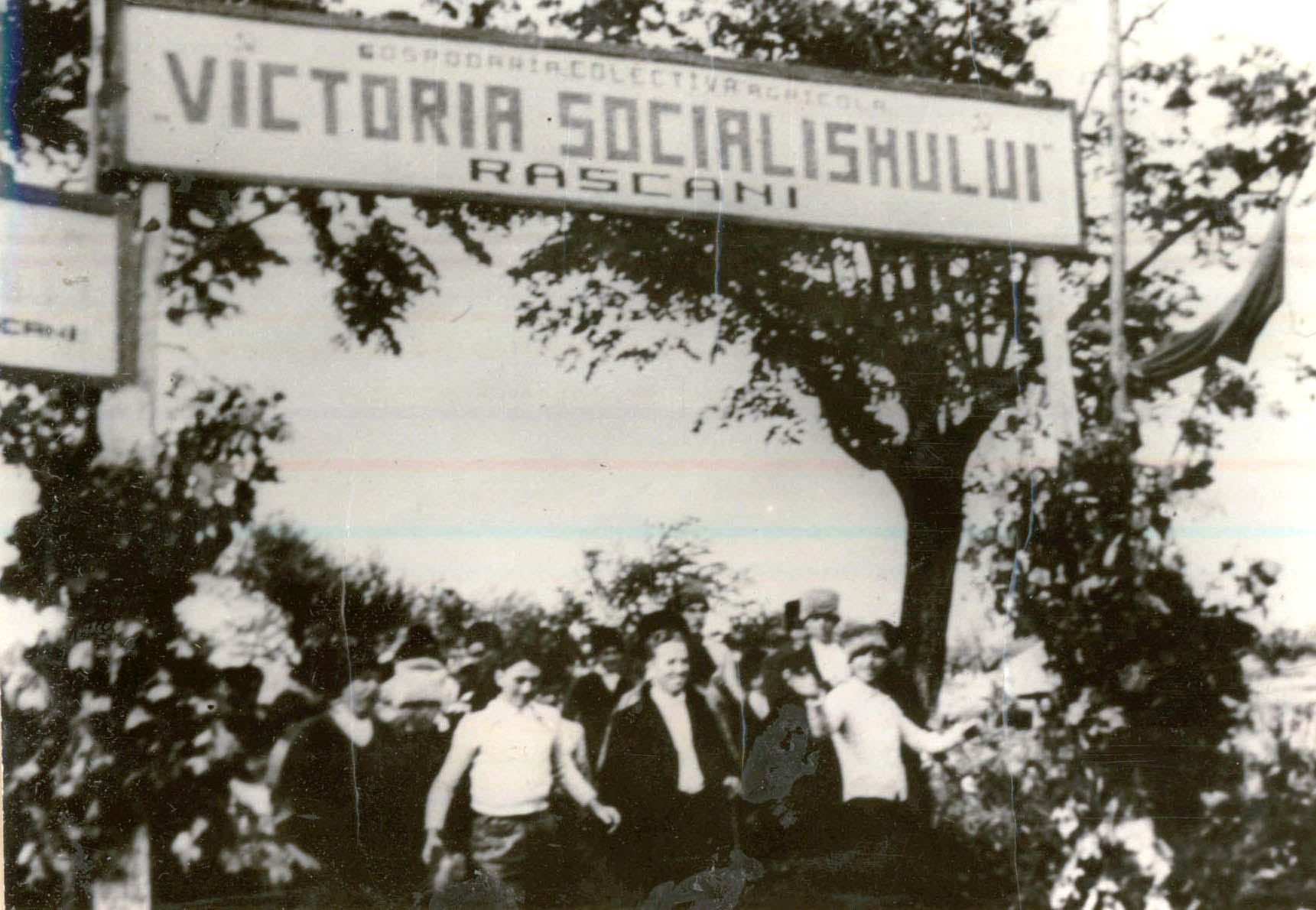
Az egyik első kollektív gazdaság: Răşcani, Vaslui megye, 1949

Kollektív gazdaságA kollektív gazdaságba belépő gazdák nem csak a földjüket adták be, hanem főbb munkaeszközeiket is, viszont megtarthattak egy kis földterületet és bizonyos számú háziállatot saját használatra. A családi használatra szánt terület maximális nagysága folyamatosan csökkent: 1949-ben még 50 ár volt, 1966-ban 30 ár, 1977-ben már csak 15 ár. A jövedelmet központilag szabályozott munkanormák szerint osztották el, eleinte évente egyszer, később negyedévente illetve havonta egyszer.
Mezőgazdasági társulás/társas gazdaságA földterület és a munkaeszközök magántulajdonban maradtak, de a tagok a legfontosabb munkákat közösen végezték. A társulás átmeneti jellegű volt, amely a kollektív gazdasággá átalakulás céljával létesült.
Járadékos mezőgazdasági termelőszövetkezetA szövetkezet használati joggal rendelkezett a tagok földterületén. A tagok jövedelme 75%-ban a teljesített munkanapokon, 25%-ban a közös használatra átadott földterület nagyságán alapult.

## Hatása és utóélete
A kollektivizálás következtében a romániai mezőgazdaság a gyengeség jeleit mutatta, és gyakran válságba került. Az 1980-as években például a mezőgazdasági terület 15%-án működő egyéni gazdaságok az állatállomány 50%-át adták. Az állam nem volt képes hatékony termelési rendszer létrehozására, részben a hagyományos falusi társadalmi-gazdasági rendszer; részben a nagyüzemi gazdálkodáshoz szükséges technikai és szakképzettségi feltételek hiánya miatt.
Az 1989-es forradalom után az összes politikai erő egyetértett a rendszer megváltoztatásának szükségességével, és a kollektív gazdaságokat megszüntették. A tulajdonjogok helyreállítása azonban lassan haladt. 1991-ben a második Roman-kormány törvényt hozott a részleges visszaszolgáltatásról, ami nem bizonyult elégségesnek, és a Nemzeti Kereszténydemokrata Parasztpárt új tervezetet készített a restitutio in integrum elvére alapozva. A tervezetből Emil Constantinescu elnöksége alatt lett törvény.

## Fordítás
- Ez a szócikk részben vagy egészben  a   Collectivization in Romania című angol Wikipédia-szócikk ezen változatának fordításán alapul.  Az eredeti cikk szerkesztőit annak laptörténete sorolja fel. Ez a jelzés csupán a megfogalmazás eredetét és a szerzői jogokat jelzi, nem szolgál a cikkben szereplő információk forrásmegjelöléseként.
- Ez a szócikk részben vagy egészben  a   Kollektivierung der Landwirtschaft in Rumänien című német Wikipédia-szócikk ezen változatának fordításán alapul.  Az eredeti cikk szerkesztőit annak laptörténete sorolja fel. Ez a jelzés csupán a megfogalmazás eredetét és a szerzői jogokat jelzi, nem szolgál a cikkben szereplő információk forrásmegjelöléseként.
- Ez a szócikk részben vagy egészben  a   Colectivizarea în România című román Wikipédia-szócikk ezen változatának fordításán alapul.  Az eredeti cikk szerkesztőit annak laptörténete sorolja fel. Ez a jelzés csupán a megfogalmazás eredetét és a szerzői jogokat jelzi, nem szolgál a cikkben szereplő információk forrásmegjelöléseként.